# Nonoichi
Nonoichi (Japans: 野々市市, Nonoichi-shi) is een gemeente in het district Ishikawa van de Japanse prefectuur Ishikawa. Op 1 februari 2011 had de gemeente 51.976 inwoners. De bevolkingsdichtheid bedroeg 3830 inw./km².
Op 11 november 2011 heeft de gemeente het statuut van stad (shi) (野々市市, Nonoichi-shi) verkregen.

## Partnergemeente
Nonoichi heeft een partnerschap met:
- Gisborne (Nieuw-Zeeland)
- Shenzhen (Volksrepubliek China)